# Meizu 16T
Meizu 16T — смартфон, розроблений компанією Meizu, що позиціонувався як ігровий смартфон. Був представлений 23 жовтня 2019 року.

## Дизайн
Передня панель виконана зі скла, а задня панель та рамка — з платику.
Знизу розміщені роз'єм USB-C, динамік, мікрофон та 3,5 мм аудіороз'єм, зверху — другий мікрофон, зліва — лоток під 2 SIM-картки, а справа — гойдалка регулювання гучності та кнопка блокування.
Meizu 16T продавався в 3 кольорах: синьому, помаранчевому та зеленому.

## Технічні характеристики

### Апаратне забезпечення
Meizu 16T отримав флагманську систему на кристалі Qualcomm Snapdragon 855. Смартфон продавався в конфігураціях 6/128, 8/128 та 8/256 ГБ.
Батарея отримала об'єм 4500 мА·год та підтримку швидкої зарядки mCharge 4 потужністю 18 Вт.
Meizu 16T має 6,5-дюймовий дисплей типу Super AMOLED з роздільною здатністю Full HD+ (2232 × 1080), співвідношенням сторін 18,5:9 та щільністю пікселів 382 ppi. Також під дисплей вбудовано оптичний сканер відбитків пальців.
Смартфон має стереодинаміки, де роль другого динаміка виконує розмовний динамік.
Meizu 16T отримав основну потрійну камеру із ширококутними об'єктивами на 12 Мп та 5 Мп, що мають діафрагму f/1.9, та надширококутним об'єктивом на 8 Мп з діафрагмою f/2.2. Всі три камери мають фазовий автофокус. Також пристрій має передню камеру на 16 Мп з діафрагмою f/2.2. Основна камера вміє записувати відео в роздільній здатності 4K@60fps, а передня — 1080p@30fps.

### Програмне забезпечення
Meizu 16T був випущений на FlymeOS 7.3 на базі Android 9 Pie і був пізніше оновлений до Flyme 8.1 на базі Android 10.